# Шапкино
Ша́пкино (рос. Шапкино, чув. Шапкин) — присілок у складі Аліковського району Чувашії, Росія. Входить до складу Чувасько-Сорминського сільського поселення.
Населення — 57 осіб (2010; 69 у 2002).
Національний склад:
- чуваші — 97 %